# Мажанди, Франсуа
Франсуа́ Мажанди́ (фр. François Magendie; 6 октября 1783, Бордо — 7 октября 1855, Саннуа близ Парижа) — французский физиолог первой половины XIX столетия, член Парижской академии наук (1821) и её вице-президент (1836), член Национальной медицинской академии (1819). Один из основателей экспериментальной медицины.

## Биография
Родился в семье врача-хирурга. Учение в Бордо было прервано революцией, после которой он продолжил обучение в Париже, где в возрасте 16 лет начал изучать анатомию у хирурга госпиталя Отель-Дьё Алексиса де Бойера. В 1801 году он поступил в Парижскую медицинскую школу.
С 1807 года он занимал должность помощника по анатомии. В 1808 году (24 марта) защитил докторскую диссертацию по медицине и после стажировки, с 1811 года занимал должность прозектора в Парижской медицинской школе. В 1809 году появилась его первая научная работа «Некоторые общие идеи и явления, исключительно свойственные живым телам», которая составила ему имя в научном обществе. Известно, что Мажанди был груб в поведении, что приводило к конфликтам с коллегами, в частности с профессором анатомии Франсуа Чаусье. Кроме того, профессор хирургии Гийом Дюпюитрен увидел в нём опасного соперника и публично выступил против него. В 1813 году Мажанди подал в отставку с должности преподавателя анатомии и занялся частной практикой. Тем не менее, он продолжал частным образом очень успешно преподавать физиологию и в 1818 году он был назначен в Центральное управление хосписов (Bureau Central des Hospices Parisiens). Он также работал в Отель-Дьё и в Сальпетриер (1826—1830).
В 1831 году он был назначен профессором физиологии и общей патологии кафедры медицины (преобразованной позже в кафедру экспериментальной физиологии) в Коллеж де Франс, где работал до своей смерти. 
Был одним из самых блестящих представителей экспериментального направления в физиологии и был в своё время первым вивисектором, в высокой степени усовершенствовавшим и подвинувшим вивисекционную технику. Своими трудами он оживил экспериментальную физиологию, в особенности подтверждением закона Белла о различии функций передних и задних корешков спинного мозга. Из его школы вышел знаменитый физиолог Клод Бернар, который называл себя его научным наследником и Франсуа-Ахилл Лонже.

## Работы
Мажанди напечатал:
- «Précis élémentaire de physiologie» (2 тома, Париж, 1816);
- «Formulaire pour l’emploi et la préparation de plusieurs nouveaux médicaments» (Пар., 1821);
- «Leçons sur les phénomenes physiques de la vie» (Пар., 1836—1838);
- «Leçons sur les fonctions et les maladies du système nerveux» (Париж, 1839);
- «Recherches physiologiques et cliniques sur le liquide Cephalorachidien» (Пар., 1842).